# Derebe Godana
Derebe Godana (* 1988) ist eine äthiopische Marathonläuferin.
2009 wurde sie Zweite beim Vienna City Marathon und siegte beim Reims-Marathon. 2011 wurde sie Zweite beim Sevilla-Marathon und gewann die Maratona d’Italia. 2012 wurde sie mit ihrer persönlichen Bestzeit von 2:28:52 h Sechste beim Chongqing-Marathon. Am 2. Juni 2012 gewann sie den Stockholm Marathon in 2:40:19 h.